# Masacre de la cárcel de Turi de 2022
La masacre de la cárcel de Turi de 2022 fue un conjunto de asesinatos entre reclusos ocurrida, el 3 de abril de 2022, en el Centro de Rehabilitación Social - Sierra Centro Sur Zonal 6 (más conocido como «cárcel de Turi»), ubicado en Cuenca, Ecuador, a causa de enfrentamientos entre bandas criminales al interior de esa institución penitenciaria. La masacre dejó un saldo de 20 reclusos asesinados y 10 heridos. Este suceso es el segundo de este tipo en este Centro de Privación de Libertad, después de la matanza de febrero de 2021, donde 34 personas privadas de libertad fueron asesinadas.

## Acontecimientos
El día domingo 3 de abril de 2022, en horas de la madrugada, fueron registrados varios disturbios dentro de la cárcel de Turi. Según reportaron algunos familiares de los privados de libertad, varios internos atemorizados llamaron a sus familiares para despedirse ante una eventual masacre dentro del recinto penitenciario. El Servicio Nacional de Atención Integral a Personas Adultas Privadas de la Libertad y Adolescentes Infractores (SNAI) activó un protocolo de seguridad para contrarrestar las alteraciones, lo que involucró la intervención de miembros de la Policía Nacional y de las Fuerzas Armadas.
Ante estos sucesos, muchos familiares de los reclusos se apostaron en los exteriores del centro penitenciario en búsqueda de información sobre la integridad de los reos, manifestando que los hechos se habían reportado desde las 01:30 de la madrugada. Además moradores aledaños relataron haber escuchado detonaciones, gritos y presenciado intentos de fuga durante toda la madrugada. Un parte policial preliminar reveló la cifra inicial de 11 muertos y 10 heridos, lo cual no fue avalado por autoridades gubernamentales.
Finalmente, tras la investigación de Fiscalía, confirmaron la cifra de 20 asesinados en el CPL de Turi.